# Open Heart
Open Heart é um documentário americano de 2012 dirigido por Kief Davidson, que retrata a história de uma criança ruandesa de oito anos que deixa sua família para fazer uma cirurgia cardiovascular. Como reconhecimento, foi nomeado ao Oscar 2013 na categoria de Melhor Documentário em Curta-metragem.